# COROT-6b
COROT-6b (anteriormente llamado COROT-Exo-6b) es un planeta extrasolar descubierto por el equipo de la misión COROT el 2 de febrero de 2009, que orbita la estrella sin identificar COROT-6. Se encuentra en la constelación de Ofiuco

## Propiedades y ubicación
Este planeta tiene una masa 3,3 veces la de Júpiter y 1,17 veces su tamaño, con un periodo orbital de 8,88 días. Es un Júpiter caliente con una temperatura de entre 700 y 1000 °C